# Porozumienie polsko-ukraińskie z 1890 roku
Porozumienie polsko-ukraińskie z 1890 roku – porozumienie zawarte pomiędzy polskimi i ruskimi ugrupowanami politycznymi w Galicji przed wyborami do Rady Państwa w 1890.

## Historia
Przed wyborami do Rady Państwa w czerwcu 1885 Ukraińcy utworzyli Główny Ruski Komitet Wyborczy, który nie przedstawił programu politycznego, a jedynie wezwał do głosowania na ruskich posłów, wystawionych przez Komitet. W skład jego władz nie weszli przedstawiciele ruchu moskalofilskiego, jednak zdecydowali się startować pod jego egidą. Zaskoczeniem dla Komitetu było stanowisko świeżo nominowanego metropolity Sylwestra Sembratowycza. Rozpoczął on wraz z Alfredem Potockim wydawanie pisma „Myr”, w redakcji którego nie znalazł się nikt z narodowców. Metropolita wystawił również w wyborach trzech własnych kandydatów: Ksenofonta Ochrymowycza, Kornyła Mandyczewśkiego i Mykołę Sinhałewycza. Współpraca metropolity i Polaków doprowadziła do klęski wyborczej Komitetu. Z 17 wystawionych w Galicji Wschodniej kandydatów, do Rady wszedł tylko jeden – Wasyl Kowalśkyj, wybrani zostali natomiast wszyscy kandydaci metropolity.
Rezultat wyborów był wstrząsem dla Ukraińców, zarówno z powodu stanowiska metropolity, ale również z powodu rozkładu głosów - Polacy uzyskiwali o 50-150% głosów więcej. Dlatego też narodowe centrum polityczne zostało przesunięte z sfer świętojurskich do nowo utworzonej Narodnej Rady.

## Literatura
- Dariusz Maciak - "Próba porozumienia polsko-ukraińskiego w Galicji w latach 1888-1895 ", Warszawa 2006, ISBN 978-83-235-0276-0